# Bay Ridge Avenue
Bay Ridge Avenue è una fermata della metropolitana di New York situata sulla linea BMT Fourth Avenue. Nel 2019 è stata utilizzata da 2 354 120 passeggeri. È servita dalla linea R, attiva 24 ore su 24.

## Storia
La stazione fu aperta il 15 gennaio 1916. Venne ristrutturata una prima volta negli anni 1970 e una seconda volta tra il 29 aprile e il 13 ottobre 2017, come parte del programma Enhanced Station Initiative della MTA.

## Strutture e impianti
La stazione è sotterranea, ha due banchine laterali e due binari. È posta al di sotto di Fourth Avenue e possiede tre ingressi, due all'incrocio con Bay Ridge Avenue e uno nell'angolo nord-ovest dell'incrocio con 68th Street.

## Interscambi
La stazione è servita da alcune autolinee gestite da NYCT Bus.
- Fermata autobus